# Młodzieżowe Mistrzostwa Polski w piłce nożnej plażowej 2011
Młodzieżowe Mistrzostwa Polski w piłce nożnej plażowej 2011 – turniej piłki nożnej plażowej, który odbył się w dniach 30-31 lipca 2011 roku na plaży w Gdańsku, w którym został wyłoniony Młodzieżowy Mistrz Polski. Jest to pierwsza od początku edycja, która została rozegrana poza Sztutowem.

## Drużyny
| Zespół               | Liczba występów w MMP |
| -------------------- | --------------------- |
| Hemako Sztutowo      | 6                     |
| Los Magicos Jantar   | 3                     |
| UKS Milenium Gliwice | 2                     |

## Klasyfikacja końcowa
| Lp. | Zespół               |
| --- | -------------------- |
| 1.  | Hemako Sztutowo      |
| 2.  | Los Magicos Jantar   |
| 3.  | UKS Milenium Gliwice |

## Nagrody indywidualne
Najlepszy zawodnik turnieju: Krzysztof Klein (Hemako Sztutowo)

Król strzelców: Paweł Dzieciuch (Hemako Sztutowo) - 6 bramek

Najlepszy bramkarz: Mateusz Piątek (Los Magicos Jantar)